# Patricio Rey y sus Redonditos de Ricota
I Patricio Rey y sus Redonditos de Ricota, noti anche come Los Redondos, Los Redonditos de Ricota o Patricio Rey, sono stati un gruppo musicale argentino, originario di La Plata e attivo dal 1976 al 2001.

## Formazione
Nucleo (1987–2001)
- Indio Solari - voce
- Skay Beilinson - chitarra
- Semilla Bucciarelli - basso
- Walter Sidotti - batteria
- Sergio Dawi - sassofono

Altri membri
- Hernán Aramberri - sampler (1993, 1997–2002)
- "Conejo" Jolivet - chitarra (fine anni 1970, 1993, 1997–1998)
- Tito "Fargo" D'Aviero - chitarra (1984–1987)
- Daniel "Piojo" Ávalos - batteria (1984–1987)
- Willy Crook - sassofono (1984–1987)
- Andrés Teocharidis - tastiera (1986–1987; deceduto 1987)
- Rodolfo Gorosito - chitarra (1982–1984)
- Roddy Castro - tastiera (fine anni '70)
- Pepe Fenton - basso (1976–1982)
- Alejandro Pensa - batteria (1982–1984)

## Discografia
- Gulp! (1985)
- Oktubre (1986)
- Un Baión para el Ojo Idiota (1988)
- ¡Bang! ¡Bang!... Estás Liquidado (1989)
- La Mosca y la Sopa (1991)
- En Directo (1992)
- Lobo Suelto - Cordero Atado, Vol. 1 (1993)
- Lobo Suelto - Cordero Atado, Vol. 2 (1993)
- Luzbelito (1996)
- Último Bondi a Finisterre (1998)
- Momo Sampler (2000)